# Luis S. Hernández
Gral. Luis S. Hernández fue un militar mexicano que participó en la Revolución mexicana. Nació en Coahuila. Militó en el constitucionalismo desde sus inicios. Fue comisionado a Baja California por el general Álvaro Obregón y general de brigada con antigüedad de 1 de agosto de 1924. 